# داريو فيغيروا
داريو فيغيروا (بالإسبانية: Darío Figueroa) (13 فبراير 1978 في سان رافائيل، مندوزا في الأرجنتين – )؛ هو لاعب كرة قدم سابق كان يلعب كلاعب وسط.

## وصلات خارجية
- داريو فيغيروا على موقع رابطة كرة القدم اليابانية للمحترفين (اليابانية)
- داريو فيغيروا على موقع قاعدة بيانات كرة القدم.إي يو (الإنجليزية)
- داريو فيغيروا على موقع Soccerway.com (الإنجليزية)
- داريو فيغيروا على موقع عالم كرة القدم.نت (الإنجليزية)